# Knegarkampanjen
Knegarkampanjen (KNEG) var ett lokalt politiskt parti i Kiruna kommun som bildades i oktober 2009. I kommunalvalet 2010 fick partiet 375 röster, 2,59 procent, vilket räckte till ett mandat i kommunfullmäktige. I valet 2014 var partiet nära ett andra mandat.
Partiet ställde 2018 upp utan valsedlar i Kiruna, Gällivare och Pajala kommun och tappade sitt mandat. I november samma år beslutade Knegarkampanjen att avveckla sin verksamhet.

## Valresultat
| År   | Röster | %    | Mandat |
| ---- | ------ | ---- | ------ |
| 2010 | 375    | 2,59 | 1 / 45 |
| 2014 | 505    | 3,36 | 1 / 45 |
| 2018 | 48     | 0,32 | 0 / 45 |